# Palaus herrlandslag i fotboll
Palaus herrlandslag representerar Palau i internationell fotboll. Landslaget saknar kopplingar till FIFA eller någon annan officiell konfederation. Landslaget spelar på Palaus Nationalarena i staden Koror City vilket är den största staden i Palau. Landslaget är med i OFC men inte FIFA. 
Landet var med och arrangerade de första mikronesiska spelen år 1988 där de slutade på en respektabel tredjeplats. Turneringen spelades inte enligt de typiska fotbollsreglerna utan man spelade "bara 80 minuter och 9 man istället för de vanliga reglerna där man spelar med 11 man och en 90 minuter lång match.